# Saconin-et-Breuil
Saconin-et-Breuil település Franciaországban, Aisne megyében. Lakosainak száma 197 fő (2022. január 1.). Saconin-et-Breuil Courmelles, Dommiers, Mercin-et-Vaux, Missy-aux-Bois, Pernant és Vauxbuin községekkel határos.

## Népesség
A település népessége az elmúlt években az alábbi módon változott:
| Lakosok száma | 194  | 211  | 233  | 227  | 228  | 238  | 228  | 203  | 201  | 197  |
|               | 1968 | 1982 | 1990 | 2006 | 2013 | 2015 | 2017 | 2019 | 2020 | 2022 |